# Mandy Fredrich
Mandy Fredrich (* 1979 in Belzig) ist eine deutsche Opern-, Konzert- und Liedsängerin im Stimmfach (Sopran/dramatischer Koloratursopran).

## Leben
Mandy Fredrich stammt aus Rädigke im Fläming. Sie studierte bei Robert Gambill an der Universität der Künste Berlin, bei Regina Werner-Dietrich an der Hochschule für Musik und Theater Leipzig sowie bei Margreet Honig und Renata Scotto. Zuvor hatte sie eine Berufsausbildung als Mediengestalterin beim Rundfunksender Deutsche Welle abgeschlossen und arbeitete parallel zu ihrem Studium für Gesangspädagogik bei Jutta Schlegel an der Universität der Künste Berlin als Toningenieurin.
Noch während ihres Studiums gab sie 2009 ihr Operndebüt als Königin der Nacht in Die Zauberflöte. 2012 sang sie diese Rolle bei den Salzburger Festspielen unter der Leitung von Nikolaus Harnoncourt.
Sie gastierte am Opernhaus Zürich als Prima Donna in Donizettis Le convenienze ed inconvenienze teatrali und sang weitere Hauptrollen an der Deutschen Oper Berlin und am New National Theatre Tokyo, an der Royal Danish Opera in Kopenhagen, der Semperoper in Dresden und an der Oper Köln. Weitere Rollen waren bei den Bregenzer Festspielen, an der Staatsoper unter den Linden in Berlin und am Gewandhaus Leipzig.
In den Spielzeiten 2015/16–2017/18 war Fredrich festes Ensemblemitglied an der Staatsoper Stuttgart. Sie debütierte dort in französischen Rollen. Sie war die Marguerite in Faust in der Inszenierung von Frank Castorf und sang die Titelheldin in Iphigénie en Aulide. Zum Ende ihres Festengagements debütierte sie als Agathe in Der Freischütz.
An der Staatsoper unter den Linden in Berlin sang sie Frau Fluth in Die lustigen Weiber von Windsor unter der Leitung von Daniel Barenboim. Als Marguerite in Charles Gounods Oper Faust trat sie an der Wiener Staatsoper unter der Leitung von Frédéric Chaslin und am Royal Opera House in London unter der Leitung von Dan Ettinger auf. An der Mailänder Scala wirkte sie in Galakonzerten unter der Leitung von Manfred Honeck mit und debütierte in der Spielzeit 2021/22 unter Zubin Mehta beim Maggio Musicale Fiorentino in Florenz in der 9. Sinfonie von Ludwig van Beethoven und in Die Schöpfung von Joseph Haydn.
Im Oktober 2022 wirkte sie in einer konzertanten Aufführung der Operette Die schöne Galathée von Franz von Suppè mit dem Münchner Rundfunkorchester unter der Leitung von Ivan Repušić mit.
In der Spielzeit 22/23 gibt Mandy Fredrich ihr Debüt als Gutrune in der Götterdämmerung unter der Leitung von Christian Thielemann in der Inszenierung von Dmitri Tcherniakov an der Staatsoper unter den Linden und ihr Hausdebüt als Contessa an der Opéra de Lyon. Weitere Konzerteinladungen führen sie u. a. in die Laeiszhalle nach Hamburg für die 9. Sinfonie von Ludwig van Beethoven und Die Schöpfung von Joseph Haydn unter der Leitung von Sylvain Cambreling und an das Auditorio Nacional de Música in Madrid für die 8. Sinfonie von Gustav Mahler unter der Leitung von David Afkham.
Als Liedsängerin setzt Mandy Fredrich in ihren moderierten Programmen bisher Schwerpunkte auf das französische Repertoire von Gabriel Fauré, Pauline Viardot und Eric Satie sowie auf Lieder der deutschen Romantik von Richard Strauss, Franz Schubert und Dora Pejačević. Sie arbeitet regelmäßig mit Eric Schneider und Matthias Samuil zusammen.
Der Deutschlandfunk Kultur sendete eine Aufzeichnung ihres Programms Du wirst nicht weinen zusammen mit Alan Hamilton in der Staatsgalerie Stuttgart durch die Internationale Hugo-Wolf-Akademie in Stuttgart.

## Wettbewerbe
- 2010: 2. Preis beim Ernst Haefliger Gesangswettbewerb
- 2010: 1. Preis beim Competizione dell'Opera in der Semperoper[18]